# Инцидент с китайским аэростатом
Инциде́нт с кита́йским аэроста́том — инцидент, начавшийся 28 января 2023 года, с захода со стороны Тихого океана в воздушное пространство США над Аляской китайского стратосферного аэростата.
Аэростат пересёк всю территорию США и 4 февраля американцы, запустив ракету с истребителя F-22 «Раптор», сбили его над акваторией уже Атлантического океана и извлекли его обломки из-под воды для изучения.
США считали этот аэростат шпионским зондом.
По официальному заявлению КНР, это был гражданский метеозонд, случайно оказавшийся в воздушном пространстве США.

## Развитие событий
Китайский аэростат вошёл в воздушное пространство США 28 января 2023 года в районе Алеутских островов, затем пролетел над Канадой и вновь пересёк границу США 31 января над штатом Айдахо, после чего о нём сообщили президенту США Джо Байдену.
1 февраля журналисты в США привлекли внимание общественности к пролёту аэростата над штатом Монтана и Министерство обороны США объявило аэростат разведывательным устройством.
2 февраля в стратосфере над городом Биллингс, штат Монтана был сфотографирован этот же воздушный шар. Объект был размером с три автобуса.
Должностные лица Минобороны США рассматривали возможность сбить аэростат, но отказались от этого из-за радарной малозаметности для средств наведения ПВО и боеголовок, а также риска, что ракеты и части аэростата могут повредить гражданские объекты на земле.
Есть свидетельства и видеосъёмка, указывающие на безуспешную попытку атаки на аэростат в штате Монтана, с наземных или воздушных средств ПВО США. Объяснения этим свидетельствам местные власти не находят, а военные комментариев не дают.
3 февраля воздушный шар пролетел над штатами Канзас и Миссури. За воздушным шаром наблюдали самолёты ВВС США, включая разведывательные U-2.
Несмотря на полученные накануне заявление МИД КНР о том, что аэростат является гражданским и научным объектом и извинения Китая за «непреднамеренный вход судна в воздушное пространство США», 4 февраля военные США сбили аэростат над акваторией Атлантического океана, на расстоянии примерно 19 километров (12 миль) от берегов Южной Каролины. Использовалась ракета класса воздух-воздух AIM-9X, запущенная с истребителя F-22 «Раптор».
Поиски упавших в океан частей аэростата велись с кораблей 2-го флота ВМС США, обломки китайского зонда будут исследовать сотрудники ФБР.

6 февраля некоторые обломки аппарата общим весом 2000 фунтов (910 кг) были доставлены в лабораторию ФБР «Квантико».
В июне президент США Джо Байден заявил, что на воздушном шаре находился эквивалент «двух полных железнодорожных вагонов шпионского оборудования».
В сентябре глава начальников штабов армии США генерал Марк Милли сообщил телеканалу CBS News, что сбитый китайский аэростат не вел разведку на территории Соединенных Штатов, при этом генерал оговорился, что аэростат таки был воздушным шаром-шпионом, но не получил никаких разведданных и не передал никаких разведданных обратно в Китай.

## Последствия
Комментарий МИД КНР: «Китай выражает резкое недовольство и протест из-за применения США силы для атаки на гражданский беспилотный аэростат. <…> Китай чётко просил США решить это спокойно, профессионально и сдержанно».
Китай отклонил запрос Пентагона на разговор по закрытой линии между министром обороны США Ллойдом Остином и министром национальной обороны КНР Вэй Фэнхэ (находится под санкциями США).
Президент Джо Байден в связи с инцидентом отложил планирование возможной дипломатической поездки в Китай госсекретаря США Энтони Блинкена.

## Прочие случаи обнаружения китайских аэростатов
3 февраля представители министерства обороны США заявили, что зафиксировали похожий аэростат в небе над Латинской Америкой.
Правительство Коста-Рики подтвердило, что 2 февраля в их воздушное пространство вошёл неопознанный объект. ВВС Колумбии сопровождали воздушный шар утром 3 февраля на высоте около 55 000 футов (17 000 м). С аналогичными сообщениями выступали и наблюдатели из Венесуэлы. 

6 февраля МИД КНР признал, что этот воздушный шар также имеет китайское происхождение и потерялся в ходе «тестовых полётов».
Отмечают, что с 2017 года китайские аэростаты регулярно появляются вблизи Японии, острова Тайвань и над Филиппинами.
По словам чиновников нынешней администрации президента США, подобные инциденты со стратостатами в небе над американскими континентами происходили в прошлые годы — новости и комментарии на английском о ходе обсуждения истории инцидента в СМИ. Во время пресс-конференции командующий воздушно-космической обороны США сообщил, что ему неизвестно о других случаях пролёта аэростатов над территорией США.